# 43a Brigada Mixta (Exèrcit Popular de la República)
La 43a Brigada Mixta va ser una unitat de l'Exèrcit Popular de la República que va prendre part en la Guerra Civil Espanyola. Durant la contesa va arribar a operar en els fronts del Centre, Llevant i Extremadura.

## Historial
La unitat va ser creada el 26 de novembre de 1936 a partir de les forces que manava el tinent coronel Juan Arce Mayora en el front de Madrid, a més de per efectius de la columna «Escobar» —composta al seu torn per l'antiga columna «Terra i Llibertat» i per guàrdies civils del 19è Terç de Barcelona. Amb posterioritat se li van afegir forces milicianes procedents del sector de Toledo. Inicialment la unitat va rebre la denominació de brigada mixta «A».
El 31 de desembre de 1936 la 43a BM va ser agregada a la 6a Divisió del Cos d'Exèrcit de Madrid. Durant més d'un any la unitat va romandre situada en el front de Madrid, sense prendre part en operacions militars de rellevància. A mitjan 1938, davant l'ofensiva franquista en el front de Llevant, va ser enviada com a reforç a aquest sector. Incorporada a la 52a Divisió, operaria en el sector de Catarroja. A l'agost la brigada va ser enviada al front d'Extremadura, quedant situada com a unitat de reserva a Hinojosa del Duque. Romandria situada en aquest front fins al final de la contesa. La unitat va deixar d'existir a la fi de març de 1939.
Durant la seva existència la 43a BM va editar un periòdic, denominat Frente de Extremadura.

## Comandaments
- Tinent coronel Juan Arce Mayora;
- Major de milícies Victoriano González Marcos;
- Major de milícies Antolín Serrano García;[6]
- Major de milícies Miguel Torrús Palomo;

Comissaris
- Rafael Sobrado Cossío;
- Alberto Barral López;[7]

Caps d'Estat Major
- comandant d'Estat Major Federico de la Iglesia Navarro;
- capità de milícies José Vallejo González;[6]